# Académie de Clermont-Ferrand
Pour les articles homonymes, voir Académie de Clermont-Ferrand (homonymie).
L'académie de Clermont-Ferrand, circonscription éducative française gérée par un recteur, regroupe l'ensemble des établissements scolaires des départements de l'Allier, du Cantal, de la Haute-Loire et du Puy-de-Dôme.
L'académie de Clermont-Ferrand fait partie de la zone A.
L'académie possède une université et une école d'ingénieurs : l'université Clermont-Auvergne (fusion des universités d'Auvergne et Blaise-Pascal) et  l'école d'ingénieurs SIGMA Clermont (fusion de l'ENSCCF et de l’IFMA).

## Recteurs
Depuis 1960, dix-sept recteurs se sont succédé, à savoir :
- 1960-1970 : Étienne Lapalus
- 1970-1972 : Pierre Magnin (d)
- 1972-1974 : René Haby
- 1974-1976 : Joseph Verguin
- 1976-1985 : Jean-Claude Dischamps (d)
- 1985-1987 : Jacques Vilaine (d)
- 1987-1992 : Jean-Pierre Chaudet
- 1992-1993 : Christian Philip
- 1993-1995 : Alain Morvan
- 1995-2000 : Guy Isaac
- 1999-2000 : Bernard Saint-Girons (d)
- 2000-2004 : Alain Bouvier
- 2004-2012 : Gérard Besson
- 2012-2018 : Marie-Danièle Campion
- 14 février 2018 - 24 juillet 2019 : Benoît Delaunay (d)
- 2019-2025 : Karim Benmiloud
- Depuis le 26 mars 2025 : Virginie Dupont